# المواهب اللدنية بالمنح المحمدية (كتاب)
المواهب اللدنية بالمنح المحمدية في السيرة النبوية هو كتاب من كتب السيرة النبوية، ألفه الشيخ شهاب الدين القسطلاني (851 هـ - 923 هـ)، الكتاب في مجمله جامع للسيرة النبوية المطهرة حسب تسلسلها الزمني ابتداء من مولد النبي الشريف، وانتهاء بوفاته، وقد ضمن المؤلف في كتابه المغازي والسرايا والبعوث والوفود، ثم تحدث عن صفات النبي، وخصائصه وجمال خلقه وخلقه ومواليه وأزواجه وسراريه وخدمه، وركوبه وسلاحه وأصناف ثيابه ومعجزاته، بلغت صفحات الكتاب 1536 صفحة في ثلاثة مجلدات.

## الاهتمام بالكتاب
حظي الكتاب باهتمام العديد من العلماء شرحًا واختصارًا، ومن ذاك كتاب شرح المواهب اللدنية بالمنح المحمدية والمعروض اختصارًا بشرح الزرقاني وهو من تأليف محمد بن عبد الباقي الزرقاني، كما صدر عن الهيئة المصرية للكتاب كتاب بعنوان مختصر كتاب المواهب اللدنية بالمنح المحمدية، اختصره وقدم له الدكتور أحمد كمال الجزار، احتوى الكتاب على ثلاثة مجلدات مكونة من ثمان مقاصد جامعة للسيرة النبوية ابتداء من مولد الرسول وانتهاء برحيله إلى الرفيق الأعلى.